# Império da lei

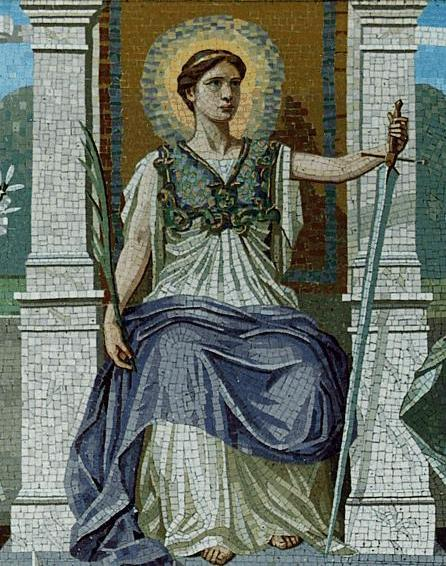
Mosaico representando os aspectos judiciais e legislativos do direito. A mulher no trono segura uma espada para castigar o culpado e um ramo de palma para premiar o mérito. Glória a rodeia a cabeça, e a égide de Minerva significa a armadura da retidão e sabedoria.

O império da lei (em inglês: rule of law) é um conceito jurídico pelo qual se estabelece a preminência do direito na regulação da sociedade, em oposição a outras formas de governo, particularmente àquelas arbitrárias e tirânicas. O conceito é estreitamente relacionado ao Estado de direito do direito romano-germânico e refere-se à uma situação política como um todo e não a uma norma jurídica especifica.
No direito anglo-americano, a expressão inglesa surgiu na Grã-Bretanha por volta do século XVI; no século seguinte o teólogo Escocês Samuel Rutherford usou-a em seu argumento contra o direito divino dos reis. John Locke escreveu que a liberdade na sociedade significa estar sujeito apenas às leis feitas por uma legislatura que se aplicam a todos, com uma pessoa ser de outra forma livre de restrições governamentais e privadas da liberdade. O império da lei foi popularizado no século XIX pelo jurista britânico A. V. Dicey. Ainda assim, o conceito, embora não a frase, já era familiar aos filósofos antigos; Aristóteles, por exemplo, escreveu "Não deve haver para todos senão uma mesma medida de mando e de sujeição [...] Isto decorre da ordem essencial das coisas e, por conseguinte, é uma lei eterna à qual é preferível obedecer do que ter que sujeitar-se a um cidadão qualquer".
O império da lei implica que cada pessoa é sujeita à lei, incluindo pessoas que são legisladores, pessoas responsáveis pela aplicação da lei e juízes. Neste sentido, ele se opõe a autocracia, ditadura, ou oligarquia, onde os dirigentes são mantidos acima da lei. A falta do império da lei pode ser encontrada tanto em democracias quanto em ditaduras, por exemplo, devido a negligência ou ignorância da lei, e é mais apto a decadência se um governo tem insuficiência de mecanismos corretivos para restaurá-lo.

## História
Apesar de crédito para popularizar a expressão "império da lei" nos tempos modernos é geralmente dada para A. V. Dicey, o desenvolvimento do conceito jurídico pode ser traçada através da história de muitas civilizações antigas, incluindo a Grécia antiga, China, Mesopotâmia, Índia e Roma.

### Antiguidade
No Ocidente, os Gregos antigos , a princípio, consideraram a melhor forma de governo onde os melhores homens governavam. Platão defendia uma benevolente monarquia governada por um rei filósofo, que estaria acima da lei. Platão, no entanto, esperava que os melhores homens seriam  respeitadores das normas estabelecidas, explicando que "Onde a lei está sujeito a qualquer outra autoridade e não a si próprio, o colapso do estado, no meu ponto de vista, não está longe; mas se a lei é o mestre do governo e o governo é seu escravo, em seguida, a situação é cheio de promessas de homens desfrutando de todas as bênçãos que os deuses derramam em um estado.". Mais do que Platão tentou fazer, Aristóteles categoricamente se opõe a deixar que os mais altos funcionários exercem o poder além da guarda e que servem as leis. Em outras palavras, Aristóteles defendia o império da lei:
É mais adequado que a lei deve governar do que qualquer um dos cidadãos: sobre o mesmo princípio, se é vantajoso para colocar o poder supremo em algumas pessoas, eles devem ser nomeado para ser apenas guardiões, e servos das leis.
De acordo com o estadista romano Cicero, "somos todos servos das leis para que possamos ser livres" Durante a República Romana, magistrados controversos poderiam ser julgados quando os mandatos expiravam. Sob o Império Romano, o soberano era pessoalmente imune (legibus solutus) mas aqueles com queixas poderiam processar o tesouro.
Na China, membros da escola de legalismo durante o século III a.C. defendeu o uso da lei como uma ferramenta de governo, mas eles promoviam o império pela lei em oposição império da lei, o que significa que eles colocaram os aristocratas e o imperador acima da lei. Em contraste, a escola Huang-Lao de Taoísmo rejeitava o positivismo jurídico em favor de uma lei natural na qual até o governante estaria sujeito.
Houve recentemente um esforço para reavaliar a influência da Bíblia sobre o direito constitucional ocidental. No Antigo Testamento, havia falas no Deuteronômio impondo restrições ao rei judeu, sobre coisas como quantas esposas ele poderia ter e quantos cavalos ele poderia possuir para seu uso pessoal. Segundo o professor Bernard M. Levinson, "Esta legislação foi tão utópica em seu próprio tempo que parece nunca ter sido implementada ..." A visão social Deuteronômica pode ter influenciado os opositores do direito divino dos reis, incluindo o bispo John Ponet na Inglaterra do século XVI.

### Idade Média
Na jurisprudência islâmica, o império da lei foi formulado no século VII, para que nenhum funcionário possa reivindicar estar acima da lei, nem mesmo o califa. No entanto, esta não era uma referência à lei secular, mas à lei islâmica.
Alfredo de Wessex, rei anglo-saxão do século IX, reformou a lei do seu reino e criou um código com a lei mosaica bíblica e os mandamentos cristãos como fundamento. Ele decidiu que a justiça devia ser igual entre as pessoas, sejam elas ricas ou pobres, amigos ou inimigos. 
Em 1215, o arcebispo Stephen Langton reuniu os barões na Inglaterra e forçou o rei João e futuros soberanos e magistrados a agir sob o império da lei, preservando as antigas liberdades pela Magna Carta. Esta base para uma constituição foi levada à Constituição dos Estados Unidos.
Em 1481, durante o reinado de Fernando II de Aragão, a Constitució de l'Observança foi aprovado pela Corte Geral da Catalunha, estabelecendo a submissão do poder real (incluindo seus oficiais) às leis do Principado da Catalunha.